# クリスチャン・クリエン
クリスチャン・クリエン（独: Christian Klien、 1983年2月7日 - ）は、オーストリア・ホーエンエムス出身の元レーシングドライバー。

## 経歴

### カート
幼い頃からカートレースを始め、アイルトン・セナのレースを見たことによりF1ドライバーとなることを志す。1996年から1998年にかけ、クリエンはスイスとオーストリアのカートレースを転戦したが、その1996年（13歳）にスイスのカートチャンピオンとなったのを手始めに、その後も幾つかのレースで勝利を収める。

### ジュニア・フォーミュラ
1999年に4輪レースへステップアップ。ドイツのフォーミュラ・BMWジュニアカップを戦い、4勝してシリーズをランキング4位で終えた。翌年はフォーミュラ・BMWのドイツ選手権にチーム・ロズベルグから参戦し、総合10位、新人の中では3番手でシーズンを終えた。2001年も同シリーズに参戦し、5勝するとともに、ランキング3位でシーズンを終え、この年はイタリア・フォーミュラ・ルノーの冬季選手権に参戦するため、JDモータースポーツと組み、同シリーズにおいて1勝を挙げるとともに、同チームとともに2002年はドイツ・フォーミュラ・ルノーに参戦。クリエンはここで4勝してドイツ・チャンピオンとなり、同シリーズのヨーロッパ選手権（ユーロカップ）では5位を得た。
2003年からミュッケ・モータースポーツに移籍し、F3へステップアップ。ユーロF3でライアン・ブリスコーとタイトル争いを繰り広げ、4勝を挙げる。同年のザンドフールトで開催されたマールボロ・マスターズでは優勝を果たした。

### フォーミュラ1

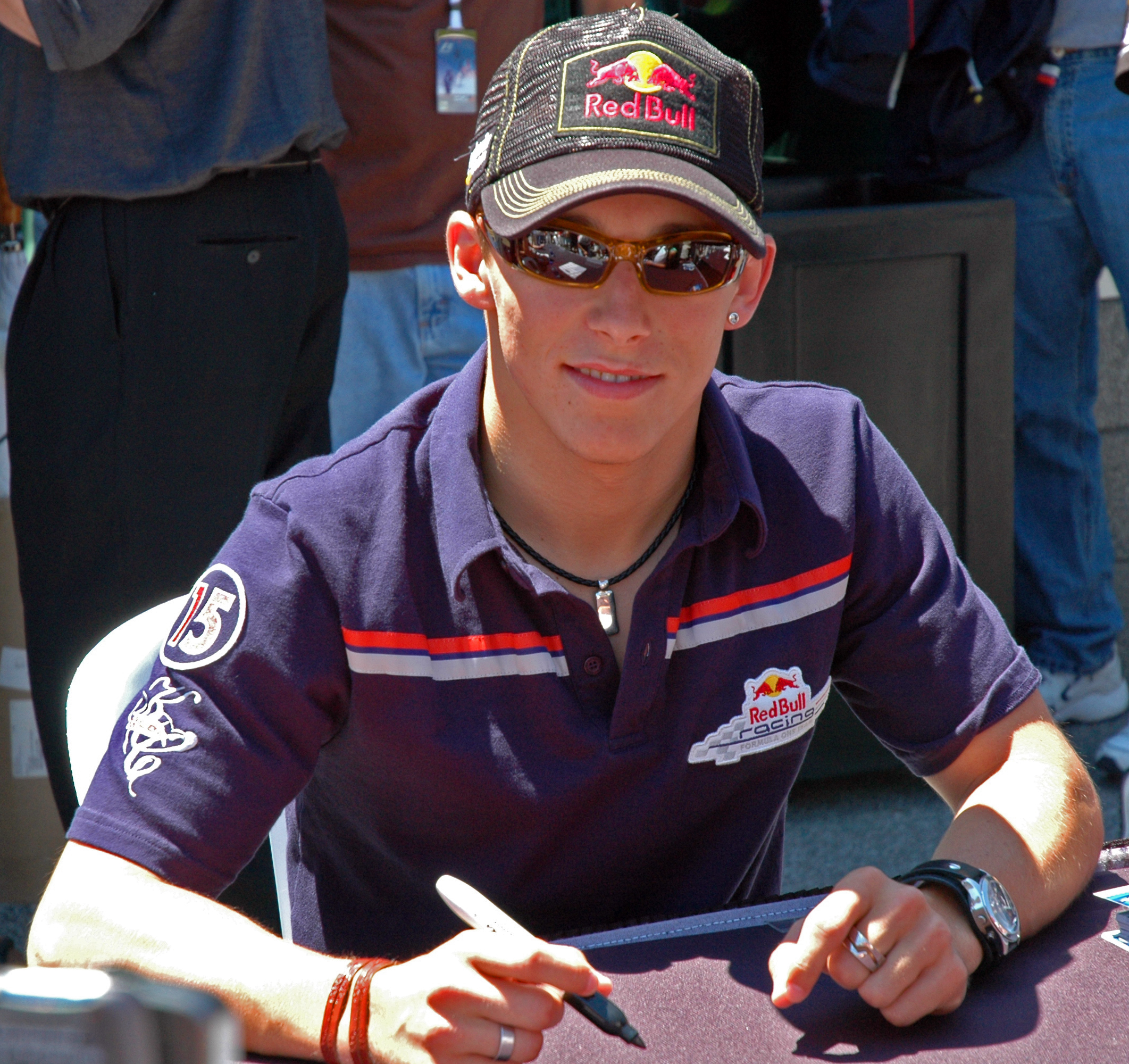
クリスチャン・クリエン
2005年アメリカGP

2004年、レッドブルによる援助を受け、クリエンはジャガー・レーシングのF1シートを獲得する。マネージャーは父のヨハネス・クリエンである。

#### 2004年
初年度のクリエンは同チームのファーストドライバーであり評価が高かったマーク・ウェバーと組むこととなり、大きなプレッシャーを抱えたものであったが、幾つかのレースにおいて内容でウェバーを上回るなど、時折り印象的な速さと能力を見せた。ベルギーGPにおいてF1での初ポイントを記録したが、結局このシーズンの入賞はこのグランプリのみとなり、ランキングは16位となった。

#### 2005年

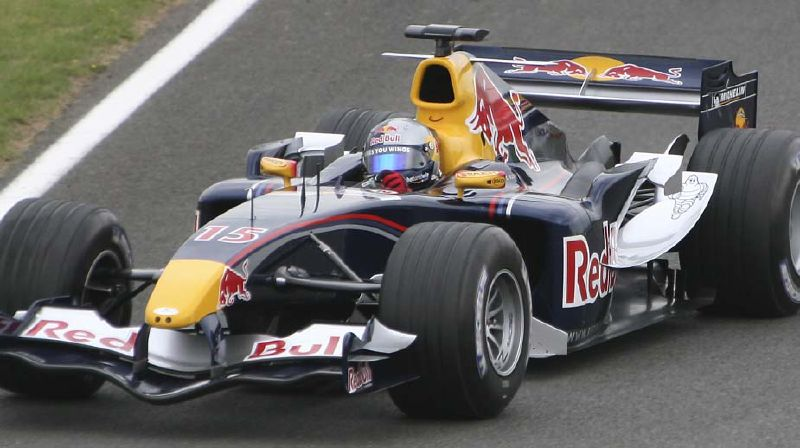
2005年イギリスグランプリ

2005年に向けてのシーズンオフのテスト期間中、クリエンはジャガー・レーシングを買収して発足したレッドブル・レーシングにデビッド・クルサードとヴィタントニオ・リウッツィとともに参加した。レギュラー候補を3人抱えていたレッドブルチームは、シーズン中、クリエンとリウッツィに数戦ずつ交代で走らせることを決め、クリエンはさしあたり、開幕戦から数戦をクルサードとともに戦うこととなった。
この年、クリエンは関係者の予想を裏切るレッドブルの意外な速さを武器に開幕直後から活躍を見せ、開幕戦オーストラリアGPと第2戦マレーシアGPで連続入賞を遂げ、予選グリッドも常に3列目、4列目に付けるという上々の滑り出しを見せた。第4戦サンマリノGPから第7戦ヨーロッパGPまではリウッツィにシートを譲ったが、残りのレースは全て任され、シーズン中に計5戦で入賞し、ランキング15位でシーズンを終えた。
シーズン前は、第8戦カナダGPでクリエンに一度シートが戻された後も、シーズン後半でまたリウッツィに再度の交代があるものと思われていたが、そうはならなかった要因としては、クリエンが力強いパフォーマンスを見せていたこと、2005年のレギュレーションでは予選出走順が前戦順位の下位からとなり、交互に出走することで予選が不利になるのを避けること、この時期レッドブルがミナルディを買収し、クリエン、リウッツィ両ドライバーに翌年のシートを確実に保証することが可能となったことなどが考えられる。

#### 2006年
2006年もレッドブルから参戦することとなったが、獲得ポイントはチームメイトのクルサードを下回る2ポイントにとどまり、第15戦イタリアGPを最後にシートをサードドライバーのロバート・ドーンボスに譲り、レッドブルから離脱することとなった。
レッドブル離脱前後から、中国・日本・ブラジルGPをスパイカーMF1のサードドライバーとして参加するべく動いていたが、スパイカーMF1がそれぞれアレクサンドル・プレマ、エイドリアン・スーティル、アーネスト・ヴィソをサードドライバーに起用すると発表したため、今年のF1公式セッション参加は無くなった。
2007年のシートを模索していたが、ホンダ・レーシング・F1チームよりサードドライバーとして迎えられた。

#### 2007年

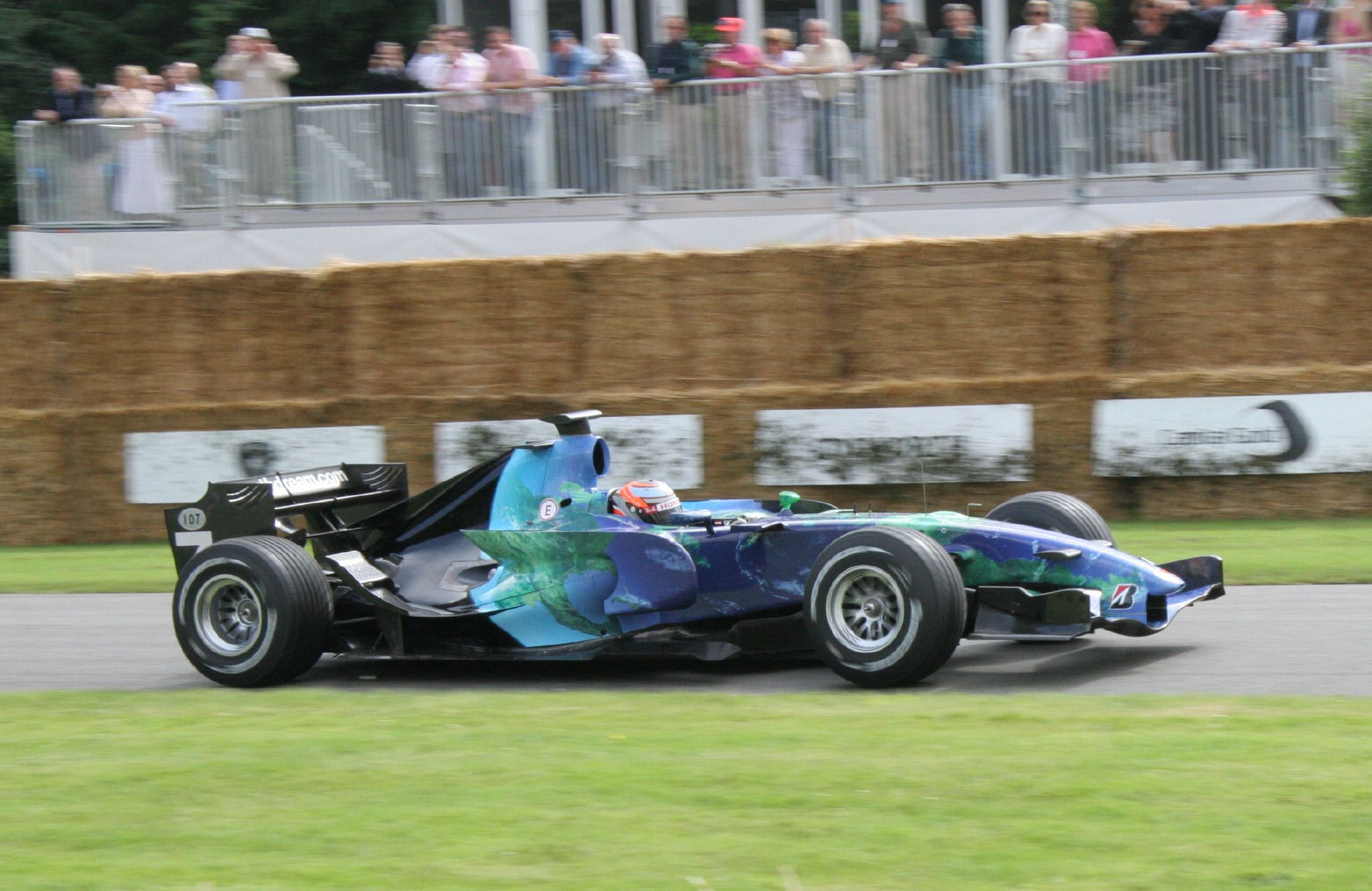
グッドウッド・フェスティバル（2007年）

ホンダでテストドライバーとして活動。イギリスGPではジェンソン・バトンが背中痛を訴えたため、プラクティスセッションを1度だけ走行した。この年限りでホンダを離脱することを表明しているため、結果的にホンダでの公式セッションはこの1度だけということになった。また、シーズン中からレースシート獲得を見据え、ベルギーテストではホンダに所属しながらスパイカーF1でテストをした。同週にはホンダでもテストを行っていたため、1週間（正確には3日のテスト日程）で2つのチームを経験したことになる（マクラーレンテストドライバーのペドロ・デ・ラ・ロサも2008年11月のバルセロナテストで、マクラーレン・フォースインディア両方から参加）。スパイカーでのレギュラーシート獲得を見据えたテストであったが、結局チームはスポンサーを欲していたこともあって山本左近にそのシートを奪われた。また、シーズンオフのバルセロナテストでもフォース・インディアでのテストに参加し、2008年のドライバー候補として名前が挙がったものの遂にはそのシートも獲得できなかった。

#### 2008年

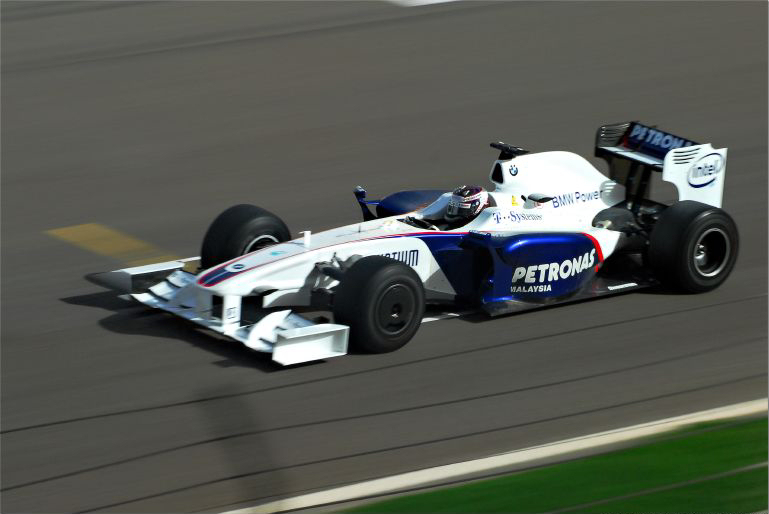
バーレーンインターナショナルサーキットにてBMWザウバーのマシンをテスト走行するクリエン（2009年）

2008年度のBMWザウバーのリザーブ兼テストドライバーとなることが決まり、同チームに2年間在籍した。この間はF1におけるリザーブ兼テスト職を兼任しながら（実際にはテスト時間に大幅な制限が加えられ始めたのでほとんどF1に参加できなかった）ル・マン24時間レースに出場した。2008年はフランク・モンタニー、リカルド・ゾンタと組み3位を獲得。翌年はニコラ・ミナシアン、ペドロ・ラミーと組み6位に入った。

#### 2010年
BMWザウバーの母体であるBMWが撤退した為、ドライバーシャッフルに乗じてレギュラーシート獲得を狙ったが、惜しくもペドロ・デ・ラ・ロサにそのシートを奪われてしまう。又、US F1においてもホセ・マリア・ロペスとシート争いをしたが、チームは火急な資金調達を狙っていた為、これもロペスに決定した。
5月5日、ヒスパニア・レーシング・F1チームよりクリエンをテストドライバー兼リザーブドライバーとして迎えいれた事が正式に発表された。かつてスパイカーにおいてシート争いをした山本左近も同チームのテストドライバー兼リザーブドライバーに迎え入れられたばかりであった。スペインGP金曜午前中のフリー走行では26周を走り、久々の走行でさらにぶっつけ本番という状況下でレギュラードライバーのブルーノ・セナより0.5秒近く速いタイムをマークした。シンガポールGPにて、山本左近が食中毒の為に欠場が報じられると、急遽代理としてシートに座った。予選ではセナを1秒以上も上回るタイムをマークした。その後ブラジルGPとアブダビGPにも山本左近に代わり出場した。

## レース戦歴

### フォーミュラ略歴
| 年     | カテゴリ                                 | 所属チーム                 | ランキング | 優勝     |
| ------ | ---------------------------------------- | -------------------------- | ---------- | -------- |
| 1999年 | ドイツ・フォーミュラ・BMW ジュニアカップ | ADACスポーツ・ミュンヘン   | 4位        | 4勝      |
| 2000年 | ドイツ・フォーミュラ・BMW                | チーム・ロズベルグ         | 10位       | 0勝      |
| 2001年 | ドイツ・フォーミュラ・BMW                | チーム・ロズベルグ         | 3位        | 5勝      |
| 2002年 | ドイツ・フォーミュラ・ルノー             | JDモータースポーツ         | 1位        | 5勝      |
| 2002年 | ユーロカップ・フォーミュラ・ルノー       | JDモータースポーツ         | 5位        | -        |
| 2003年 | ユーロF3                                 | ミュッケ・モータースポーツ | 2位        | 4勝      |
| 2003年 | マールボロ・マスターズ                   | ミュッケ・モータースポーツ | 総合優勝   | 総合優勝 |

### フォーミュラ3・ユーロシリーズ
| 年     | チーム               | シャシー           | エンジン       | 1       | 2       | 3       | 4        | 5         | 6       | 7         | 8        | 9     | 10      | 11        | 12      | 13      | 14      | 15    | 16    | 17       | 18      | 19        | 20      | DC  | ポイント |
| ------ | -------------------- | ------------------ | -------------- | ------- | ------- | ------- | -------- | --------- | ------- | --------- | -------- | ----- | ------- | --------- | ------- | ------- | ------- | ----- | ----- | -------- | ------- | --------- | ------- | --- | -------- |
| 2003年 | プレマ・パワーチーム | ダラーラ・F303/008 | HWA-メルセデス | HOC 1 4 | HOC 2 6 | ADR 1 3 | ADR 2 21 | PAU 1 Ret | PAU 2 7 | NOR 1 Ret | NOR 2 10 | LMS 1 | LMS 2 1 | NUR 1 Ret | NUR 2 1 | A1R 1 5 | A1R 2 5 | ZAN 1 | ZAN 2 | HOC 3 23 | HOC 4 3 | MAG 1 Ret | MAG 2 3 | 2位 | 89       |

### フォーミュラ1
(2010年第19戦終了時)
| 年     | 所属チーム | 獲得ポイント | ランキング | 決勝最高位・回数 | 表彰台回数 | 予選最高位・回数 |
| ------ | ---------- | ------------ | ---------- | ---------------- | ---------- | ---------------- |
| 2004年 | ジャガー   | 3            | 16位       | 6位・1回         | 0回        | 10位・1回        |
| 2005年 | レッドブル | 9            | 15位       | 5位・1回         | 0回        | 4位・1回         |
| 2006年 | レッドブル | 2            | 18位       | 8位・2回         | 0回        | 8位・1回         |
| 2010年 | ヒスパニア | 0            | 27位       | 20位・1回        | 0回        | 22位・1回        |

| 年     | 所属チーム | シャシー | 1      | 2       | 3       | 4       | 5       | 6       | 7       | 8      | 9       | 10      | 11     | 12     | 13      | 14     | 15      | 16      | 17     | 18     | 19     | WDC  | ポイント |
| ------ | ---------- | -------- | ------ | ------- | ------- | ------- | ------- | ------- | ------- | ------ | ------- | ------- | ------ | ------ | ------- | ------ | ------- | ------- | ------ | ------ | ------ | ---- | -------- |
| 2004年 | ジャガー   | R5       | AUS 11 | MAL 10  | BHR 14  | SMR 14  | ESP Ret | MON Ret | EUR 12  | CAN 9  | USA Ret | FRA 11  | GBR 14 | GER 10 | HUN 13  | BEL 6  | ITA 13  | CHN Ret | JPN 12 | BRA 14 |        | 16位 | 3        |
| 2005年 | レッドブル | RB1      | AUS 7  | MAL 8   | BHR DNS | SMR TD  | ESP TD  | MON TD  | EUR TD  | CAN 8  | USA DNS | FRA Ret | GBR 15 | GER 9  | HUN Ret | TUR 8  | ITA 13  | BEL 9   | BRA 9  | JPN 9  | CHN 5  | 15位 | 9        |
| 2006年 | レッドブル | RB2      | BHR 8  | MAL Ret | AUS Ret | SMR Ret | EUR Ret | ESP 13  | MON Ret | GBR 14 | CAN 11  | USA Ret | FRA 12 | GER 8  | HUN Ret | TUR 11 | ITA 11  | CHN     | JPN    | BRA    |        | 18位 | 2        |
| 2007年 | ホンダ     | RA107    | AUS    | MAL     | BHR     | ESP     | MON     | CAN     | USA     | FRA    | GBR TD  | EUR     | HUN    | TUR    | ITA     | BEL    | JPN     | CHN     | BRA    |        |        | NC   | 0        |
| 2010年 | HRT F1     | F110     | BHR    | AUS     | MAL     | CHN     | ESP TD  | MON     | TUR     | CAN    | EUR TD  | GBR     | GER    | HUN    | BEL     | ITA    | SIN Ret | JPN     | KOR    | BRA 22 | ABU 20 | 27位 | 0        |

- 太字はポールポジション、斜字はファステストラップ。(key)

### スポーツカー

#### ヨーロピアン・ル・マン・シリーズ
| 年     | チーム                                   | 使用車両       | クラス | 1     | 2       | 3     | 4     | 5     | 順位 | ポイント |
| ------ | ---------------------------------------- | -------------- | ------ | ----- | ------- | ----- | ----- | ----- | ---- | -------- |
| 2013年 | モラン・レーシング                       | モーガン・LMP2 | LMP2   | SIL   | IMO     | SPL   | HUN 5 | CAS 2 | 11位 | 28       |
| 2014年 | ニューブラッド・バイ・モラン・レーシング | モーガン・LMP2 | LMP2   | SIL 3 | IMO Ret | SPL 5 | CAS 1 | EST 2 | 3位  | 68       |

#### 世界耐久選手権
| 年     | チーム             | 使用車両  | クラス | 1       | 2       | 3   | 4   | 5   | 6   | 7   | 8   | 順位 | ポイント |
| ------ | ------------------ | --------- | ------ | ------- | ------- | --- | --- | --- | --- | --- | --- | ---- | -------- |
| 2015年 | チーム・バイコレス | CLM P1/01 | LMP1   | SIL Ret | SPA Ret | LMN | NÜR | COA | FSW | SHA | BHR | 34位 | 0        |

#### SUPER GT
| 年     | チーム           | コドライバー                    | 使用車両                  | タイヤ | クラス | 1   | 2   | 3   | 4   | 5      | 6       | 7   | 8   | 順位 | ポイント |
| ------ | ---------------- | ------------------------------- | ------------------------- | ------ | ------ | --- | --- | --- | --- | ------ | ------- | --- | --- | ---- | -------- |
| 2015年 | LEXUS TEAM SARD  | ヘイキ・コバライネン 平手晃平   | レクサス・RC F            | B      | GT500  | OKA | FSW | CHA | FSW | SUZ 11 | SUG     | AUT | TRM | NC   | 0        |
| 2017年 | Team TAISAN SARD | ジェイク・パーソンズ 山田真之亮 | アウディ・R8 LMS ウルトラ | Y      | GT300  | OKA | FSW | AUT | SUG | FSW    | SUZ Ret | CHA | TRM | NC   | 0        |

#### ブランパンGTシリーズ・耐久カップ
| 年     | チーム                                 | 車両                          | クラス | 1       | 2      | 3      | 4       | 5       | 順位 | ポイント |
| ------ | -------------------------------------- | ----------------------------- | ------ | ------- | ------ | ------ | ------- | ------- | ---- | -------- |
| 2016年 | エミール・フレイ・レーシング           | エミール・フレイGT3・ジャガー | Pro    | MNZ     | SIL    | LEC    | SPA 49  | CAT 7   | 41位 | 6        |
| 2017年 | エミール・フレイ・ジャガー・レーシング | エミール・フレイGT3・ジャガー | Pro    | MNZ Ret | SIL 12 | LEC 34 | SPA Ret | CAT 10  | 50位 | 1        |
| 2018年 | エミール・フレイ・レクサス・レーシング | レクサス・RC F GT3            | Pro    | MNZ 17  | SIL 9  | LEC 1  | SPA 13  | CAT Ret | 9位  | 35       |

#### ル・マン24時間レース
| 年     | チーム                                   | コ・ドライバー                          | 使用車両                    | クラス | 周回 | 総合順位 | クラス順位 |
| ------ | ---------------------------------------- | --------------------------------------- | --------------------------- | ------ | ---- | -------- | ---------- |
| 2008年 | プジョー・スポール トタル                | フランク・モンタニー リカルド・ゾンタ   | プジョー・908 HDi FAP       | LMP1   | 379  | 3位      | 3位        |
| 2009年 | プジョー・スポール トタル                | ニコラ・ミナシアン ペドロ・ラミー       | プジョー・908 HDi FAP       | LMP1   | 369  | 6位      | 6位        |
| 2011年 | アストンマーティン・レーシング           | シュテファン・ミュッケ ダレン・ターナー | アストンマーティン・AMR-One | LMP1   | 4    | DNF      | DNF        |
| 2014年 | ニューブラッド・バイ・モラン・レーシング | ガリー・ヒルシュ ロマン・ブランデラ     | モーガン・LMP2-ジャッド     | LMP2   | 352  | 10位     | 6位        |

### ドイツツーリングカー選手権
| 年     | チーム             | 車両                   | 1     | 2     | 3     | 4     | 5        | 6        | 7        | 8        | 9     | 10    | 11      | 12        | 13    | 14    | 15    | 16    | 順位 | ポイント |
| ------ | ------------------ | ---------------------- | ----- | ----- | ----- | ----- | -------- | -------- | -------- | -------- | ----- | ----- | ------- | --------- | ----- | ----- | ----- | ----- | ---- | -------- |
| 2021年 | JPモータースポーツ | マクラーレン・720S GT3 | MNZ 1 | MNZ 2 | LAU 1 | LAU 2 | ZOL 1 12 | ZOL 2 14 | NÜR 1 15 | NÜR 2 12 | RBR 1 | RBR 2 | ASS 1 5 | ASS 2 Ret | HOC 1 | HOC 2 | NOR 1 | NOR 2 | NC†  | 0†       |

- 太字はポールポジション、斜字はファステストラップ。(key)

## エピソード
- 2010年にヒスパニア・レーシングのテストドライバーとして契約した際、F1マシンをドライブする上で必要な最新のスーパーライセンスを所有していない事が判明した。契約したのが金曜日のフリー走行2日前の5月5日だったことから書類の不備があった。この問題はフリー走行直前のギリギリの段階で解決された[3]。